# Serie A1 2024-2025 (pallacanestro femminile)
La Serie A1 2024-25 è stato il 94º campionato italiano di massima divisione di pallacanestro femminile.
Il titolo di campione d'Italia è andato per la tredicesima volta alla Famila Schio che ha sconfitto nella serie della finale scudetto la Umana Reyer Venezia.

## Stagione

### Novità
Nella stagione precedente la Pallacanestro Sanga Milano è stata retrocessa in Serie A2. Dalla Serie A2 sono state promosse Alpo Basket e BCC Derthona Bk, debuttanti in A1.

#### Aggiornamenti
Virtus Bologna, Virtus Eirene Ragusa e OBG Roma rinunciano alla categoria e non vengono sostituite. Il campionato di Serie A1 si riduce a sole 11 squadre.

### Formula
Secondo le Disposizioni Organizzative Annuali emanate dalla FIP il campionato di Serie A1 è strutturato come segue: la prima fase, denominata Fase Regolare, è composta da 11 squadre inserite in un girone all'italiana, al termine del quale viene stilata la classifica. Le prime 8 classificate disputano i play-off per la conquista dello scudetto. Le squadre che nella stagione regolare si sono classificate dalla 9ª alla 11ª posizione disputano i play-out per stabilire le altre due squadre che rimarranno in Serie A1 nella stagione successiva. La squadra che arriverà all'ultimo posto dei play-out retrocede in Serie A2.
A Genova è stato disputato l'Opening day, il turno che ha inaugurato il campionato.

## Squadre partecipanti
| Squadra           | Stagione | Città                              | Palazzetto                        | Stagione precedente                                     |
| ----------------- | -------- | ---------------------------------- | --------------------------------- | ------------------------------------------------------- |
| Alpo Basket       | dettagli | Alpo di Villafranca di Verona (VR) | Palazzetto di Villafranca         | 2º posto nel Girone B di Serie A2, promossa ai play-off |
| PB63 Battipaglia  | dettagli | Battipaglia (SA)                   | PalaZauli                         | 12º posto in Serie A1                                   |
| Brixia Basket     | dettagli | Brescia                            | PalaLeonessa                      | 10º posto in Serie A1                                   |
| Magnolia CB       | dettagli | Campobasso                         | PalaSelvapiana                    | 4º posto in Serie A1                                    |
| BCC Derthona Bk.  | dettagli | Castelnuovo Scrivia (AL)           | Cittadella dello sport (Tortona)) | 1º posto nel Girone A di Serie A2, promossa ai play-off |
| Faenza B. Project | dettagli | Faenza (RA)                        | PalaBubani                        | 11º posto in Serie A1                                   |
| San Martino       | dettagli | San Martino di Lupari (PD)         | Palazzetto dello Sport            | 7º posto in Serie A1                                    |
| Dinamo Sassari    | dettagli | Sassari                            | PalaSerradimigni                  | 9º posto in Serie A1                                    |
| Famila Schio      | dettagli | Schio (VI)                         | Palasport Livio Romare            | 2º posto in Serie A1, finalista                         |
| GEAS              | dettagli | Sesto San Giovanni (MI)            | PalaCarzaniga                     | 5º posto in Serie A1                                    |
| Reyer Venezia     | dettagli | Venezia                            | Palasport Taliercio (Mestre)      | 1º posto in Serie A1, Campione                          |

## Stagione regolare

### Classifica
|  | Pos. | Squadra                        | Pt | G  | V  | P  | PtF  | PtS  | Diff. | CD    |
|  | ---- | ------------------------------ | -- | -- | -- | -- | ---- | ---- | ----- | ----- |
|  | 1.   | Famila Wüber Schio             | 38 | 20 | 19 | 1  | 1635 | 1192 | +443  |       |
|  | 2.   | Umana Reyer Venezia            | 36 | 20 | 18 | 2  | 1525 | 1132 | +393  |       |
|  | 3.   | La Molisana Campobasso         | 28 | 20 | 14 | 6  | 1436 | 1182 | +254  |       |
|  | 4.   | Autosped G BCC Derthona Basket | 22 | 20 | 11 | 9  | 1321 | 1309 | +12   | 4 pt. |
|  | 5.   | Alama San Martino di Lupari    | 22 | 20 | 11 | 9  | 1370 | 1365 | +5    | 0 pt. |
|  | 6.   | GEAS Sesto San Giovanni        | 20 | 20 | 10 | 10 | 1477 | 1413 | +64   |       |
|  | 7.   | E-Work Faenza                  | 18 | 20 | 9  | 11 | 1310 | 1460 | -150  |       |
|  | 8.   | O.ME.P.S. Battipaglia          | 12 | 20 | 6  | 14 | 1139 | 1367 | -228  | 4 pt. |
|  | 9.   | RMB Brixia Basket              | 12 | 20 | 6  | 14 | 1313 | 1513 | -200  | 0 pt. |
|  | 10.  | Banco di Sardegna Sassari      | 10 | 20 | 5  | 15 | 1287 | 1489 | -202  |       |
|  | 11.  | MEP Pellegrini Alpo            | 2  | 20 | 1  | 19 | 1260 | 1651 | -391  |       |

Legenda:
      Campionessa d'Italia.
      Ammesse ai play-off scudetto.
      Ammesse ai play-out.
  Ammesse ai play-off o ai play-out.
 Retrocessa in Serie A2 2025-2026 dopo i play-out.
Regolamento:
Due punti a vittoria, zero a sconfitta.
In caso di parità di punteggio, contano gli scontri diretti e la classifica avulsa.

### Tabellone
|                       | BAT    | BRE   | DER   | FAE   | CAM   | SML   | SAS   | SCH    | SSG   | VIL    | VEN   |
| --------------------- | ------ | ----- | ----- | ----- | ----- | ----- | ----- | ------ | ----- | ------ | ----- |
| Battipaglia           |        | 78–56 | 55–66 | 54–74 | 32–88 | 84–75 | 62–57 | 49–85  | 73–70 | 79–59  | 45–80 |
| Brixia Basket         | 58–72  |       | 66–61 | 68–80 | 55–70 | 60–69 | 64–58 | 61–80  | 61–81 | 90–53  | 66–93 |
| BCC Derthona          | 20–0   | 86–68 |       | 64–74 | 70–79 | 69–66 | 71–61 | 57–84  | 58–81 | 92–62  | 62–69 |
| Faenza                | 68–61  | 66–54 | 51–94 |       | 57–68 | 65–83 | 73–58 | 59–87  | 64–83 | 81–79  | 49–75 |
| Magnolia Campobasso   | 71–53  | 90–69 | 83–51 | 66–52 |       | 69–75 | 73–45 | 59–71  | 89–70 | 75–53  | 51–59 |
| San Martino di Lupari | 56–51  | 73–54 | 57–63 | 80–75 | 64–63 |       | 67–58 | 62–78  | 60–62 | 102–64 | 71–72 |
| Dinamo Sassari        | 72–61  | 64–66 | 59–63 | 92–65 | 50–79 | 83–64 |       | 65–87  | 70–82 | 87–79  | 58–93 |
| Schio                 | 102–62 | 84–67 | 88–69 | 98–80 | 69–56 | 85–41 | 89–59 |        | 76–59 | 79–49  | 55–56 |
| Sesto San Giovanni    | 75–55  | 83–88 | 82–83 | 62–73 | 66–61 | 68–76 | 94–55 | 61–67  |       | 108–81 | 59–88 |
| Alpo VillaFranca      | 63–59  | 82–86 | 44–75 | 65–69 | 61–84 | 72–82 | 67–76 | 57–104 | 51–62 |        | 60–80 |
| Reyer Venezia         | 72–54  | 90–56 | 80–47 | 69–35 | 60–62 | 70–47 | 90–60 | 64–67  | 84–69 | 81–59  |       |

### Calendario
Pubblicato il 5 agosto 2024.
| andata (1ª) | andata (1ª)                   | Prima giornata                     | ritorno (12ª) | ritorno (12ª) |
|             |                               |                                    |               |               |
| 28 set.     | 66-54                         | Faenza-Brixia Basket               | 80-68         | 22 dic.       |
| 28 set.     | 76-59                         | Schio-Sesto San Giovanni           | 67-61         | 22 dic.       |
| 28 set.     | 80-47                         | Reyer Venezia-BCC Derthona         | 69-62         | 21 dic.       |
| 29 set.     | 63-59                         | Alpo VillaFranca-Battipaglia       | 59-79         | 21 dic.       |
| 29 set.     | 73-45                         | Magnolia Campobasso-Dinamo Sassari | 79-50         | 21 dic.       |
|             | Riposa: San Martino di Lupari |                                    |               |               |

| andata (2ª) | andata (2ª)           | Seconda giornata                         | ritorno (13ª) | ritorno (13ª) |
|             |                       |                                          |               |               |
| 5 ott.      | 70-79                 | BCC Derthona-Magnolia Campobasso         | 51-83         | 12 gen.       |
| 5 ott.      | 102-62                | Schio-Battipaglia                        | 85-49         | 11 gen.       |
| 5 ott.      | 60-80                 | Alpo VillaFranca-Reyer Venezia           | 59-81         | 12 gen.       |
| 6 ott.      | 92-65                 | Dinamo Sassari-Faenza                    | 58-73         | 12 gen.       |
| 6 ott.      | 60-62                 | San Martino di Lupari-Sesto San Giovanni | 76-68         | 12 gen.       |
|             | Riposa: Brixia Basket |                                          |               | 12 gen.       |

| andata (1ª) | andata (1ª)                   | Prima giornata                     | ritorno (12ª) | ritorno (12ª) |
|             |                               |                                    |               |               |
| 28 set.     | 66-54                         | Faenza-Brixia Basket               | 80-68         | 22 dic.       |
| 28 set.     | 76-59                         | Schio-Sesto San Giovanni           | 67-61         | 22 dic.       |
| 28 set.     | 80-47                         | Reyer Venezia-BCC Derthona         | 69-62         | 21 dic.       |
| 29 set.     | 63-59                         | Alpo VillaFranca-Battipaglia       | 59-79         | 21 dic.       |
| 29 set.     | 73-45                         | Magnolia Campobasso-Dinamo Sassari | 79-50         | 21 dic.       |
|             | Riposa: San Martino di Lupari |                                    |               |               |

| andata (2ª) | andata (2ª)           | Seconda giornata                         | ritorno (13ª) | ritorno (13ª) |
|             |                       |                                          |               |               |
| 5 ott.      | 70-79                 | BCC Derthona-Magnolia Campobasso         | 51-83         | 12 gen.       |
| 5 ott.      | 102-62                | Schio-Battipaglia                        | 85-49         | 11 gen.       |
| 5 ott.      | 60-80                 | Alpo VillaFranca-Reyer Venezia           | 59-81         | 12 gen.       |
| 6 ott.      | 92-65                 | Dinamo Sassari-Faenza                    | 58-73         | 12 gen.       |
| 6 ott.      | 60-62                 | San Martino di Lupari-Sesto San Giovanni | 76-68         | 12 gen.       |
|             | Riposa: Brixia Basket |                                          |               | 12 gen.       |

| andata (3ª) | andata (3ª)           | Terza giornata                       | ritorno (14ª) | ritorno (14ª) |
|             |                       |                                      |               |               |
| 13 ott.     | 68-61                 | Faenza-Battipaglia                   | 74-54         | 19 gen.       |
| 13 ott.     | 64-58                 | Brixia Basket-Dinamo Sassari         | 66-64         | 19 gen.       |
| 13 ott.     | 75-53                 | Magnolia Campobasso-Alpo VillaFranca | 84-61         | 18 gen.       |
| 13 ott.     | 62-78                 | San Martino di Lupari-Schio          | 41-85         | 18 gen.       |
| 13 ott.     | 82-83                 | Sesto San Giovanni-BCC Derthona      | 81-58         | 18 gen.       |
|             | Riposa: Reyer Venezia |                                      |               |               |

| andata (4ª) | andata (4ª)              | Quarta giornata                      | ritorno (15ª) | ritorno (15ª) |
|             |                          |                                      |               |               |
| 19 ott.     | 86-68                    | BCC Derthona-Brixia Basket           | 61-66         | 26 gen.       |
| 20 ott.     | 32-88                    | Battipaglia-Magnolia Campobasso      | 53-71         | 26 gen.       |
| 20 ott.     | 83-64                    | Dinamo Sassari-San Martino di Lupari | 58-67         | 26 gen.       |
| 20 ott.     | 98-80                    | Schio-Faenza                         | 87-59         | 25 gen.       |
| 20 ott.     | 84-69                    | Reyer Venezia-Sesto San Giovanni     | 88-59         | 26 gen.       |
|             | Riposa: Alpo VillaFranca |                                      |               |               |

| andata (3ª) | andata (3ª)           | Terza giornata                       | ritorno (14ª) | ritorno (14ª) |
|             |                       |                                      |               |               |
| 13 ott.     | 68-61                 | Faenza-Battipaglia                   | 74-54         | 19 gen.       |
| 13 ott.     | 64-58                 | Brixia Basket-Dinamo Sassari         | 66-64         | 19 gen.       |
| 13 ott.     | 75-53                 | Magnolia Campobasso-Alpo VillaFranca | 84-61         | 18 gen.       |
| 13 ott.     | 62-78                 | San Martino di Lupari-Schio          | 41-85         | 18 gen.       |
| 13 ott.     | 82-83                 | Sesto San Giovanni-BCC Derthona      | 81-58         | 18 gen.       |
|             | Riposa: Reyer Venezia |                                      |               |               |

| andata (4ª) | andata (4ª)              | Quarta giornata                      | ritorno (15ª) | ritorno (15ª) |
|             |                          |                                      |               |               |
| 19 ott.     | 86-68                    | BCC Derthona-Brixia Basket           | 61-66         | 26 gen.       |
| 20 ott.     | 32-88                    | Battipaglia-Magnolia Campobasso      | 53-71         | 26 gen.       |
| 20 ott.     | 83-64                    | Dinamo Sassari-San Martino di Lupari | 58-67         | 26 gen.       |
| 20 ott.     | 98-80                    | Schio-Faenza                         | 87-59         | 25 gen.       |
| 20 ott.     | 84-69                    | Reyer Venezia-Sesto San Giovanni     | 88-59         | 26 gen.       |
|             | Riposa: Alpo VillaFranca |                                      |               |               |

| andata (5ª) | andata (5ª)                | Quinta giornata                     | ritorno (16ª) | ritorno (16ª) |
|             |                            |                                     |               |               |
| 26 ott.     | 71-61                      | BCC Derthona-Dinamo Sassari         | 63-59         | 1º feb.       |
| 27 ott.     | 59-71                      | Magnolia Campobasso-Schio           | 56-69         | 1º feb.       |
| 27 ott.     | 81-79                      | Faenza-Alpo VillaFranca             | 69-65         | 5 mar.        |
| 27 ott.     | 58-72                      | Brixia Basket-Battipaglia           | 56-78         | 1º feb.       |
| 27 ott.     | 71-72                      | San Martino di Lupari-Reyer Venezia | 47-70         | 1º feb.       |
|             | Riposa: Sesto San Giovanni |                                     |               |               |

| andata (6ª) | andata (6ª)   | Sesta giornata                            | ritorno (17ª) | ritorno (17ª) |
|             |               |                                           |               |               |
| 1º nov.     | 67-76         | Alpo VillaFranca-Dinamo Sassari           | 79-87         | 23 feb.       |
| 2 nov.      | 55-66         | Battipaglia-BCC Derthona                  | 0-20          | tavolino      |
| 2 nov.      | 90-56         | Reyer Venezia-Brixia Basket               | 93-66         | 23 feb.       |
| 2 nov.      | 64-83         | Faenza-Sesto San Giovanni                 | 73-62         | 23 feb.       |
| 4 dic.      | 69-75         | Magnolia Campobasso-San Martino di Lupari | 63-64         | 23 feb.       |
|             | Riposa: Schio |                                           |               |               |

| andata (5ª) | andata (5ª)                | Quinta giornata                     | ritorno (16ª) | ritorno (16ª) |
|             |                            |                                     |               |               |
| 26 ott.     | 71-61                      | BCC Derthona-Dinamo Sassari         | 63-59         | 1º feb.       |
| 27 ott.     | 59-71                      | Magnolia Campobasso-Schio           | 56-69         | 1º feb.       |
| 27 ott.     | 81-79                      | Faenza-Alpo VillaFranca             | 69-65         | 5 mar.        |
| 27 ott.     | 58-72                      | Brixia Basket-Battipaglia           | 56-78         | 1º feb.       |
| 27 ott.     | 71-72                      | San Martino di Lupari-Reyer Venezia | 47-70         | 1º feb.       |
|             | Riposa: Sesto San Giovanni |                                     |               |               |

| andata (6ª) | andata (6ª)   | Sesta giornata                            | ritorno (17ª) | ritorno (17ª) |
|             |               |                                           |               |               |
| 1º nov.     | 67-76         | Alpo VillaFranca-Dinamo Sassari           | 79-87         | 23 feb.       |
| 2 nov.      | 55-66         | Battipaglia-BCC Derthona                  | 0-20          | tavolino      |
| 2 nov.      | 90-56         | Reyer Venezia-Brixia Basket               | 93-66         | 23 feb.       |
| 2 nov.      | 64-83         | Faenza-Sesto San Giovanni                 | 73-62         | 23 feb.       |
| 4 dic.      | 69-75         | Magnolia Campobasso-San Martino di Lupari | 63-64         | 23 feb.       |
|             | Riposa: Schio |                                           |               |               |

| andata (7ª) | andata (7ª)    | Settima giornata                       | ritorno (18ª) | ritorno (18ª) |
|             |                |                                        |               |               |
| 17 nov.     | 72-61          | Dinamo Sassari-Battipaglia             | 57-62         | 2 mar.        |
| 17 nov.     | 66-61          | Sesto San Giovanni-Magnolia Campobasso | 70-89         | 2 mar.        |
| 17 nov.     | 90-53          | Brixia Basket-Alpo VillaFranca         | 86-82         | 1º mar.       |
| 17 nov.     | 55-56          | Schio-Reyer Venezia                    | 67-64         | 2 mar.        |
| 17 nov.     | 57-63          | San Martino di Lupari-BCC Derthona     | 66-69         | 1º mar.       |
|             | Riposa: Faenza |                                        |               |               |

| andata (8ª) | andata (8ª)            | Ottava giornata                     | ritorno (19ª) | ritorno (19ª) |
|             |                        |                                     |               |               |
| 24 nov.     | 84-75                  | Battipaglia-San Martino di Lupari   | 51-56         | 8 mar.        |
| 24 nov.     | 49-75                  | Faenza-Reyer Venezia                | 35-69         | 9 mar.        |
| 24 nov.     | 90-69                  | Magnolia Campobasso-Brixia Basket   | 70-55         | 12 mar.       |
| 24 nov.     | 108-81                 | Sesto San Giovanni-Alpo VillaFranca | 62-51         | 8 mar.        |
| 24 nov.     | 57-84                  | BCC Derthona-Schio                  | 69-88         | 9 mar.        |
|             | Riposa: Dinamo Sassari |                                     |               |               |

| andata (7ª) | andata (7ª)    | Settima giornata                       | ritorno (18ª) | ritorno (18ª) |
|             |                |                                        |               |               |
| 17 nov.     | 72-61          | Dinamo Sassari-Battipaglia             | 57-62         | 2 mar.        |
| 17 nov.     | 66-61          | Sesto San Giovanni-Magnolia Campobasso | 70-89         | 2 mar.        |
| 17 nov.     | 90-53          | Brixia Basket-Alpo VillaFranca         | 86-82         | 1º mar.       |
| 17 nov.     | 55-56          | Schio-Reyer Venezia                    | 67-64         | 2 mar.        |
| 17 nov.     | 57-63          | San Martino di Lupari-BCC Derthona     | 66-69         | 1º mar.       |
|             | Riposa: Faenza |                                        |               |               |

| andata (8ª) | andata (8ª)            | Ottava giornata                     | ritorno (19ª) | ritorno (19ª) |
|             |                        |                                     |               |               |
| 24 nov.     | 84-75                  | Battipaglia-San Martino di Lupari   | 51-56         | 8 mar.        |
| 24 nov.     | 49-75                  | Faenza-Reyer Venezia                | 35-69         | 9 mar.        |
| 24 nov.     | 90-69                  | Magnolia Campobasso-Brixia Basket   | 70-55         | 12 mar.       |
| 24 nov.     | 108-81                 | Sesto San Giovanni-Alpo VillaFranca | 62-51         | 8 mar.        |
| 24 nov.     | 57-84                  | BCC Derthona-Schio                  | 69-88         | 9 mar.        |
|             | Riposa: Dinamo Sassari |                                     |               |               |

| andata (9ª) | andata (9ª)                 | Nona giornata                    | ritorno (20ª) | ritorno (20ª) |
|             |                             |                                  |               |               |
| 30 nov.     | 89-59                       | Schio-Dinamo Sassari             | 87-65         | 16 mar.       |
| 30 nov.     | 61-81                       | Brixia Basket-Sesto San Giovanni | 88-83         | 16 mar.       |
| 1º dic.     | 44-75                       | Alpo VillaFranca-BCC Derthona    | 62-92         | 15 mar.       |
| 1º dic.     | 80-75                       | San Martino di Lupari-Faenza     | 83-65         | 16 mar.       |
| 1º dic.     | 72-54                       | Reyer Venezia-Battipaglia        | 80-45         | 16 mar.       |
|             | Riposa: Magnolia Campobasso |                                  |               |               |

| andata (10ª) | andata (10ª)         | Decima giornata                     | ritorno (21ª) | ritorno (21ª) |
|              |                      |                                     |               |               |
| 7 dic.       | 58-93                | Dinamo Sassari-Reyer Venezia        | 60-90         | 22 mar.       |
| 8 dic.       | 57-104               | Alpo VillaFranca-Schio              | 49-79         | 23 mar.       |
| 8 dic.       | 73-70                | Battipaglia-Sesto San Giovanni      | 55-75         | 23 mar.       |
| 8 dic.       | 66-52                | Magnolia Campobasso-Faenza          | 68-57         | 23 mar.       |
| 8 dic.       | 60-69                | Brixia Basket-San Martino di Lupari | 54-73         | 23 mar.       |
|              | Riposa: BCC Derthona |                                     |               |               |

| andata (9ª) | andata (9ª)                 | Nona giornata                    | ritorno (20ª) | ritorno (20ª) |
|             |                             |                                  |               |               |
| 30 nov.     | 89-59                       | Schio-Dinamo Sassari             | 87-65         | 16 mar.       |
| 30 nov.     | 61-81                       | Brixia Basket-Sesto San Giovanni | 88-83         | 16 mar.       |
| 1º dic.     | 44-75                       | Alpo VillaFranca-BCC Derthona    | 62-92         | 15 mar.       |
| 1º dic.     | 80-75                       | San Martino di Lupari-Faenza     | 83-65         | 16 mar.       |
| 1º dic.     | 72-54                       | Reyer Venezia-Battipaglia        | 80-45         | 16 mar.       |
|             | Riposa: Magnolia Campobasso |                                  |               |               |

| andata (10ª) | andata (10ª)         | Decima giornata                     | ritorno (21ª) | ritorno (21ª) |
|              |                      |                                     |               |               |
| 7 dic.       | 58-93                | Dinamo Sassari-Reyer Venezia        | 60-90         | 22 mar.       |
| 8 dic.       | 57-104               | Alpo VillaFranca-Schio              | 49-79         | 23 mar.       |
| 8 dic.       | 73-70                | Battipaglia-Sesto San Giovanni      | 55-75         | 23 mar.       |
| 8 dic.       | 66-52                | Magnolia Campobasso-Faenza          | 68-57         | 23 mar.       |
| 8 dic.       | 60-69                | Brixia Basket-San Martino di Lupari | 54-73         | 23 mar.       |
|              | Riposa: BCC Derthona |                                     |               |               |

| \| andata (11ª) \| andata (11ª) \| Undicesima giornata \| ritorno (22ª) \| ritorno (22ª) \| \| \| \| \| \| \| \| 14 dic. \| 84-67 \| Schio-Brixia Basket \| 80-61 \| 27 mar. \| \| 15 dic. \| 94-55 \| Sesto San Giovanni-Dinamo Sassari \| 82-70 \| 27 mar. \| \| 15 dic. \| 60-62 \| Reyer Venezia-Magnolia Campobasso \| 59-51 \| 27 mar. \| \| 15 dic. \| 102-64 \| San Martino di Lupari-Alpo VillaFranca \| 82-72 \| 27 mar. \| \| 15 dic. \| 51-94 \| Faenza-BCC Derthona \| 74-64 \| 27 mar. \| \| \| Riposa: Battipaglia \| \| \| \| |                     |                                        |               |               |
| andata (11ª) | andata (11ª)        | Undicesima giornata                    | ritorno (22ª) | ritorno (22ª) |
| |                     |                                        |               |               |
| 14 dic. | 84-67               | Schio-Brixia Basket                    | 80-61         | 27 mar.       |
| 15 dic. | 94-55               | Sesto San Giovanni-Dinamo Sassari      | 82-70         | 27 mar.       |
| 15 dic. | 60-62               | Reyer Venezia-Magnolia Campobasso      | 59-51         | 27 mar.       |
| 15 dic. | 102-64              | San Martino di Lupari-Alpo VillaFranca | 82-72         | 27 mar.       |
| 15 dic. | 51-94               | Faenza-BCC Derthona                    | 74-64         | 27 mar.       |
| | Riposa: Battipaglia |                                        |               |               |

| andata (11ª) | andata (11ª)        | Undicesima giornata                    | ritorno (22ª) | ritorno (22ª) |
|              |                     |                                        |               |               |
| 14 dic.      | 84-67               | Schio-Brixia Basket                    | 80-61         | 27 mar.       |
| 15 dic.      | 94-55               | Sesto San Giovanni-Dinamo Sassari      | 82-70         | 27 mar.       |
| 15 dic.      | 60-62               | Reyer Venezia-Magnolia Campobasso      | 59-51         | 27 mar.       |
| 15 dic.      | 102-64              | San Martino di Lupari-Alpo VillaFranca | 82-72         | 27 mar.       |
| 15 dic.      | 51-94               | Faenza-BCC Derthona                    | 74-64         | 27 mar.       |
|              | Riposa: Battipaglia |                                        |               |               |

## Play-out
Vengono disputati due turni tra la nona e la undicesima classificata, in serie che si disputano al meglio delle tre gare: la prima e l'eventuale terza partita si giocano in casa della squadra meglio classificata al termine della stagione regolare, la seconda si gioca in casa della squadra che ha ottenuto la peggiore classifica.
|  | Primo turno | Primo turno    | Primo turno | Primo turno | Primo turno |     |                | Secondo turno | Secondo turno | Secondo turno | Secondo turno | Secondo turno |  |
|  |             |                |             |             |             |     |                |               |               |               |               |               |  |
|  | 9.          | Brixia Basket  | 77          | 82          |             |     |                |               |               |               |               |               |  |
|  | 9.          | Brixia Basket  | 77          | 82          |             |     |                |               |               |               |               |               |  |
|  | 10.         | Dinamo Sassari | 64          | 73          |             |     |                |               |               |               |               |               |  |
|  | 10.         | Dinamo Sassari | 64          | 73          |             | 10. | Dinamo Sassari | 75            | 71            | 76            |               |               |  |
|  |             |                |             |             |             | 10. | Dinamo Sassari | 75            | 71            | 76            |               |               |  |
|  |             |                | 11.         | Alpo Basket | 65          | 82  | 67             |               |               |               |               |               |  |

## Play-off
Vengono disputati tra le prime otto classificate. I quarti di finale si disputano al meglio delle tre gare: la prima e l'eventuale terza partita si giocano in casa della squadra con la migliore classifica, la seconda si gioca in casa della squadra peggio piazzata nella stagione regolare. Le semifinali e la finale si disputano al meglio delle cinque gare.
|  | Quarti di finale | Quarti di finale  | Quarti di finale | Quarti di finale | Quarti di finale |    |               | Semifinali   | Semifinali | Semifinali | Semifinali | Semifinali | Semifinali | Semifinali |  |  | Finale | Finale | Finale | Finale | Finale | Finale | Finale |  |
|  |                  |                   |                  |                  |                  |    |               |              |            |            |            |            |            |            |  |  |        |        |        |        |        |        |        |  |
|  | 1.               | Famila Schio      | 90               | 78               |                  |    |               |              |            |            |            |            |            |            |  |  |        |        |        |        |        |        |        |  |
|  | 1.               | Famila Schio      | 90               | 78               |                  |    |               |              |            |            |            |            |            |            |  |  |        |        |        |        |        |        |        |  |
|  | 8.               | PB63 Battipaglia  | 42               | 49               |                  |    |               |              |            |            |            |            |            |            |  |  |        |        |        |        |        |        |        |  |
|  | 8.               | PB63 Battipaglia  | 42               | 49               |                  | 1. | Famila Schio  | 92           | 86         | 53         |            |            |            |            |  |  |        |        |        |        |        |        |        |  |
|  |                  |                   |                  |                  |                  | 1. | Famila Schio  | 92           | 86         | 53         |            |            |            |            |  |  |        |        |        |        |        |        |        |  |
|  |                  |                   | 5.               | San Martino      | 67               | 50 | 50            |              |            |            |            |            |            |            |  |  |        |        |        |        |        |        |        |  |
|  | 4.               | BCC Derthona Bk.  | 5.               | San Martino      | 67               | 50 | 50            | 71           | 59         | 72         |            |            |            |            |  |  |        |        |        |        |        |        |        |  |
|  | 4.               | BCC Derthona Bk.  |                  |                  |                  |    |               |              |            |            |            |            |            |            |  |  |        |        |        |        |        |        |        |  |
|  | 5.               | San Martino       | 65               | 70               | 82               |    |               |              |            |            |            |            |            |            |  |  |        |        |        |        |        |        |        |  |
|  | 5.               | San Martino       | 65               | 70               | 82               |    | 1.            | Famila Schio | 72         | 86         | 57         | 67         | 73         |            |  |  |        |        |        |        |        |        |        |  |
|  |                  |                   |                  |                  |                  |    |               |              |            |            |            |            |            |            |  |  |        |        |        |        |        |        |        |  |
|  |                  |                   | 2.               | Reyer Venezia    | 62               | 79 | 67            | 73           | 61         |            |            |            |            |            |  |  |        |        |        |        |        |        |        |  |
|  | 2.               | Reyer Venezia     | 2.               | Reyer Venezia    | 62               | 79 | 67            | 73           | 61         | 99         | 67         |            |            |            |  |  |        |        |        |        |        |        |        |  |
|  | 2.               | Reyer Venezia     |                  |                  |                  |    |               |              |            |            |            |            |            |            |  |  |        |        |        |        |        |        |        |  |
|  | 7.               | Faenza B. Project | 47               | 51               |                  |    |               |              |            |            |            |            |            |            |  |  |        |        |        |        |        |        |        |  |
|  | 7.               | Faenza B. Project | 47               | 51               |                  | 2. | Reyer Venezia | 75           | 59         | 86         | 61         |            |            |            |  |  |        |        |        |        |        |        |        |  |
|  |                  |                   |                  |                  |                  | 2. | Reyer Venezia | 75           | 59         | 86         | 61         |            |            |            |  |  |        |        |        |        |        |        |        |  |
|  |                  |                   | 3.               | Magnolia CB      | 66               | 61 | 79            | 59           |            |            |            |            |            |            |  |  |        |        |        |        |        |        |        |  |
|  | 3.               | Magnolia CB       | 3.               | Magnolia CB      | 66               | 61 | 79            | 59           | 70         | 90         |            |            |            |            |  |  |        |        |        |        |        |        |        |  |
|  | 3.               | Magnolia CB       |                  |                  |                  |    |               |              |            |            |            |            |            |            |  |  |        |        |        |        |        |        |        |  |
|  | 6.               | GEAS              | 67               | 68               |                  |    |               |              |            |            |            |            |            |            |  |  |        |        |        |        |        |        |        |  |

### Finale
La serie si disputa dal 2 maggio 2025.
| Arbitri: | Marco Barbiero (Milano) Giulio Giovannetti (Rivoli) Fulvio Grappasonno (Lanciano) |

|                    |       |                   |
| Laksa 19 Verona 17 | Punti | 18 Kuier 15 Villa |

| Arbitri: | Daniele Foti (Vittuone) Nicholas Pellicani (Ronchi dei Legionari) Marco Marzulli (Pisa) |

|                             |       |                     |
| Andrè, Salaün 16 Sottana 15 | Punti | 27 Berkani 12 Cubaj |

| Arbitri: | Roberto Radaelli (Milano) Luca Attard (Siracusa) Michele Centonza (Ascoli Piceno) |

|                                |       |                     |
| Cubaj, Smalls 12 Kuier, Pan 11 | Punti | 13 Verona 12 Salaün |

| Arbitri: | Marco Attard (Firenze) Francesco Cassina (Desio) Stefano Wassermann (Trieste) |

|                            |       |                   |
| Kuier 24 Berkani, Villa 12 | Punti | 16 Salaün 15 Keys |

| Arbitri: | Gian Lorenzo Miniati (Firenze) Marco Vita (Ancona) Duccio Maschio (Firenze) |

|                            |       |                   |
| Laksa 14 Dojkić, Salaün 11 | Punti | 23 Villa 9 Smalls |

## Verdetti
- Campione d'Italia:   Famila Schio (13º titolo).

### Squadra campione
Formazione:Dorka Juhász, Martina Bestagno, Giorgia Sottana, Carlotta Zanardi, Costanza Verona, Ilaria Panzera, Janelle Salaün, Martina Crippa, Ivana Dojkić, Olbis Futo Andrè, Žofia Hruščáková, Jasmine Keys, Kitija Laksa, Alessandra Cosaro, Raisa Simion. Allenatore: Giōrgos Dikaioulakos.
- Retrocessa in Serie A2:  Alpo Basket
- Vincitrice Coppa Italia:  Famila Schio (16º titolo).
- Vincitrice Supercoppa:  Reyer Venezia (3º titolo).[12]